# Les Retrouvailles
Les Retrouvailles è il sesto album del musicista francese Yann Tiersen. Pubblicato nel 2005, vede la collaborazione di musicisti di alto livello artistisico, sia di nazionalità francese che inglese: Christophe Miossec, Dominique A, Elizabeth Fraser, Jane Birkin e Stuart Staples. Come è solito fare nei suoi album, Tiersen mostra tutte le sue abilità con i diversi strumenti musicali, in questo album utilizza la fisarmonica, il pianoforte, il mandolino e il clavicembalo.
Les Retrouvailles include, anche, un breve film intitolato La Traversée, diretto da Aurelie du Boys, con il qualche viene documentata la realizzazione dell'album ed incorpora un video animato di una traccia non presente nell'album, Le Train, e anche alcune parti di brani live.

## Tracce
1. Western – 2:24
2. Kala (Collaborazione di Elizabeth Fraser) – 4:09
3. Loin des villes – 3:20
4. La Veillée – 3:12
5. Plus d'hiver (Collaborazione di Jane Birkin) – 2:23
6. A ceux qui sont malades par mer calme – 3:30
7. A Secret Place (Collaborazione di Stuart A. Staples) – 3:26
8. Le Matin – 1:58
9. Les Enfants – 2:01
10. Le Jour de l'ouverture (Collaborazione di Christophe Miossec e Dominique A) – 3:38
11. La Boulange – 2:47
12. La Plage – 1:58
13. Mary (Collaborazione di Elizabeth Fraser) – 3:38
14. 7:PM – 2:41
15. Les Retrouvailles – 1:30
16. La Jetée – 1:05